# 小行星7766
小行星7766（英語：7766 Jododaira）是一颗围绕太阳公转的小行星。1991年1月23日，圓舘金、渡邊和郎在北见发现了此天体。
这颗小行星的绝对星等为115.8339968144008等。